# Kettensteg (Nürnberg)
Der Kettensteg ist eine Fußgängerbrücke in Nürnberg und überbrückt die Pegnitz. Sie wurde als älteste erhaltene eiserne Kettenbrücke in Kontinentaleuropa bezeichnet; dies ist jedoch nicht haltbar.
Sie befindet sich direkt am Altstadt-Ausfluss der Pegnitz vor der Fronveste zwischen dem Hallertor und der Kreuzgasse. Der schmale Steg ist rund 68 Meter lang und diente von Anbeginn an ausschließlich dem Fußgängerverkehr. Der Kettensteg gilt als ein technikgeschichtliches Denkmal und ist Teil der Historischen Meile Nürnbergs.

## Geschichte

### Neubau 1824

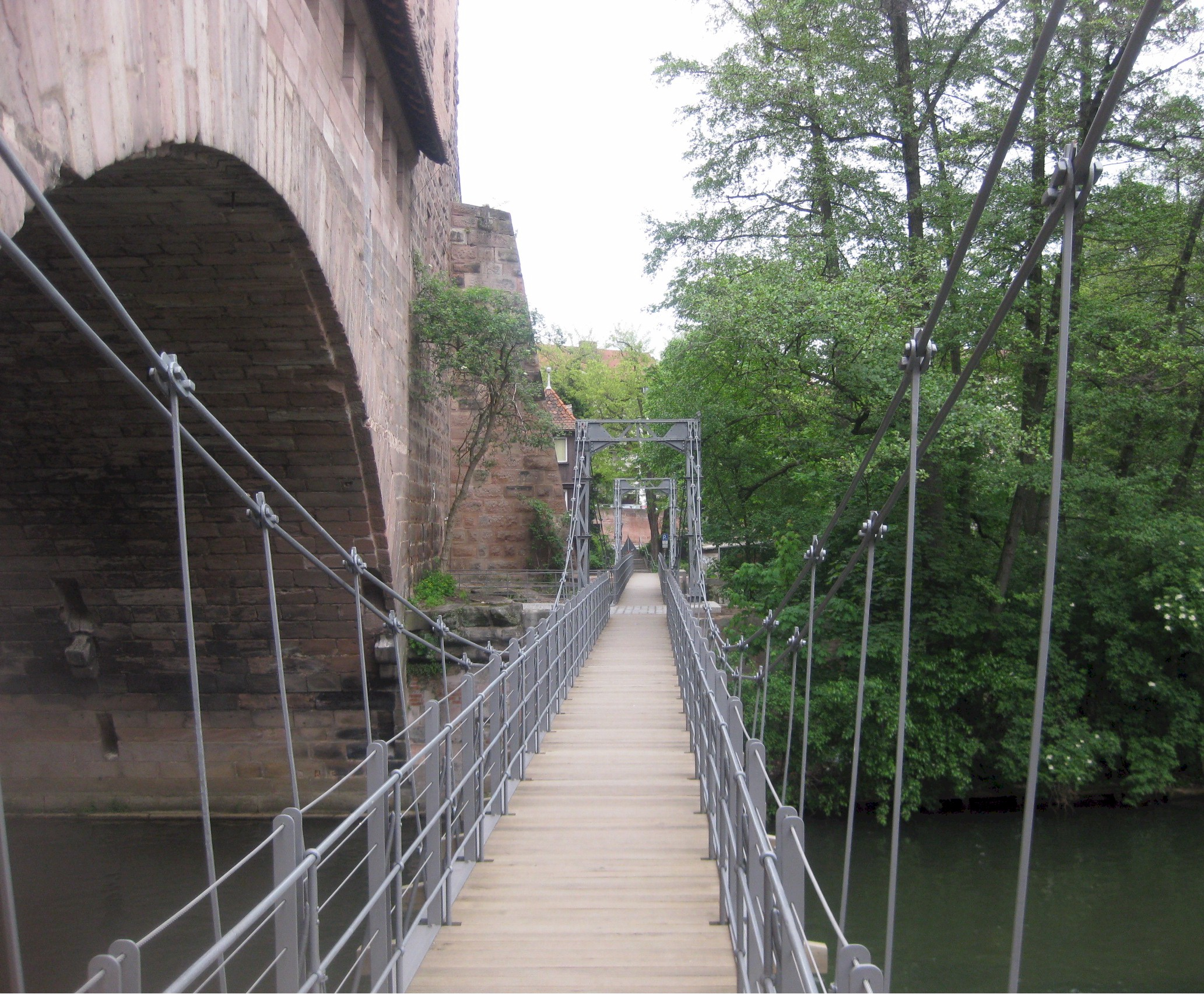
Kettensteg Blick nach Norden (2011)

Der Kettensteg diente als Ersatz für den hölzernen sogenannten Trockensteg. Nach einer Bauzeit von nur vier Monaten wurde er am 31. Dezember 1824 eingeweiht. Andere Quellen sprechen davon, die Freigabe für die Öffentlichkeit sei bereits einen Tag früher erfolgt:

„Zu Nürnberg ist jetzt auch eine Kettenbrücke über zwey Arme der Pegnitz vollendet, und der Uebergang am 30. December frey gegeben worden. Obgleich diese Brücke nur für Fußgänger bestimmt ist, so würden ihre vierfachen Ketten dennoch eine Last von mehr als 700 Zentnern tragen können, da auch alles übrige Eisen- und Holzwerk von einer seltenen Solidität ist. Neben dieser vorzüglichen Sicherheit gewährt sie auch durch die saubere Bearbeitung aller Theile einen äußerst angenehmen Anb[l]ick, und kann als Zierde der Stadt gelten.“

Die Baukosten betrugen 3620 Gulden, und es wurden 3,65 Tonnen Schmiedeeisen verbaut. Entworfen und konstruiert wurde das Brückenbauwerk von Ingenieur Conrad Georg Kuppler, der auch an der Entstehung der ersten deutschen Eisenbahn zwischen Nürnberg und Fürth beteiligt war.
Die Brücke hat zwei Öffnungen mit Stützweiten von jeweils 33 Metern. Der Kettensteg ist die älteste erhaltene eiserne Kettenbrücke auf dem europäischen Festland. Der zunächst namenlose Übergang erhielt seine Bezeichnung vom Volksmund. Sie bezieht sich auf die zahlreichen, jeweils drei Meter langen Kettenglieder, an denen die Brücke aufgehängt ist. Sie sind an drei fünf Meter hohen Pylonen befestigt und in massiven Widerlagern an beiden Uferseiten verankert. Diese Bauteile sind noch weitgehend im Original erhalten. Die ursprünglich aus Eichenholz gefertigten Pylone wurden allerdings nach schweren Beschädigungen durch Hochwasser 1909 durch die noch vorhandene Konstruktion aus Stahlfachwerk ersetzt.

### Verstärkung 1930

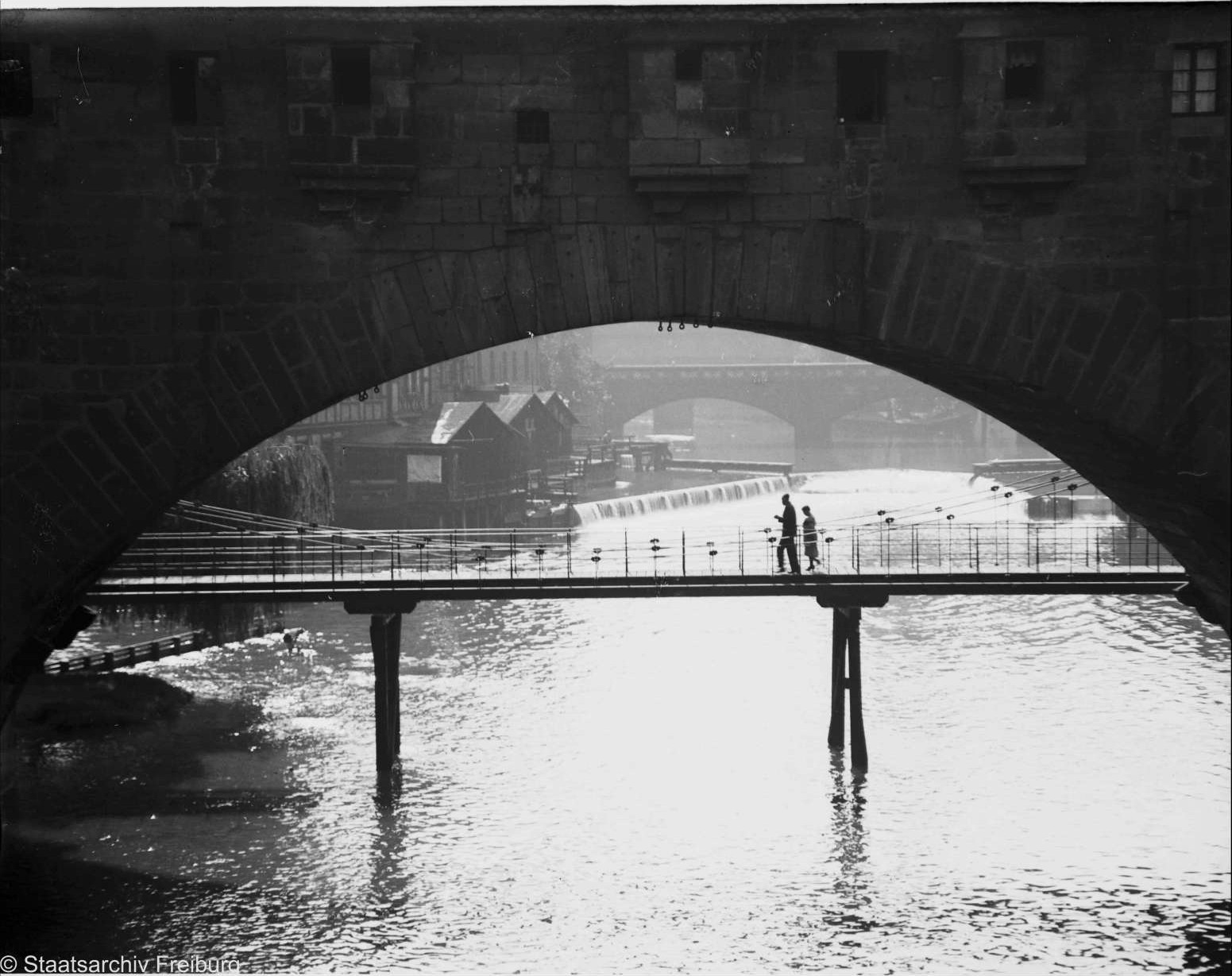
Ansicht des Zustands von 1930 bis 2010 mit den untergebauten Stützjochen, im Hintergrund die im Zweiten Weltkrieg zerstörten Nägeleinsmühlen

Wegen der unzureichenden Querversteifung der Konstruktion konnten sich Schwingungen aufschaukeln, was die Stabilität gefährdete. Das wurde durchaus auch absichtlich hervorgerufen und war deshalb seit 1927 durch eine Polizeiverordnung verboten. 1930 wurde der Steg durch seitliche Eisenträger versteift und mit vier Holzjochen abgestützt. Seither war die Hängekonstruktion ohne tragende Funktion und das Erscheinungsbild des Stegs stark beeinträchtigt. Nach 1930 gab es sowohl Bestrebungen zur Modernisierung als auch zum Abriss; in der Zeit des Nationalsozialismus wurde die aus der Frühindustriezeit stammende Brücke als Bruch im historischen Stadtbild angesehen, der im Rahmen der sogenannten Entschandelung bereinigt werden sollte. Der Kriegsausbruch verhinderte den 1939 bereits verfügten Abbruch.

### Sanierung 2010

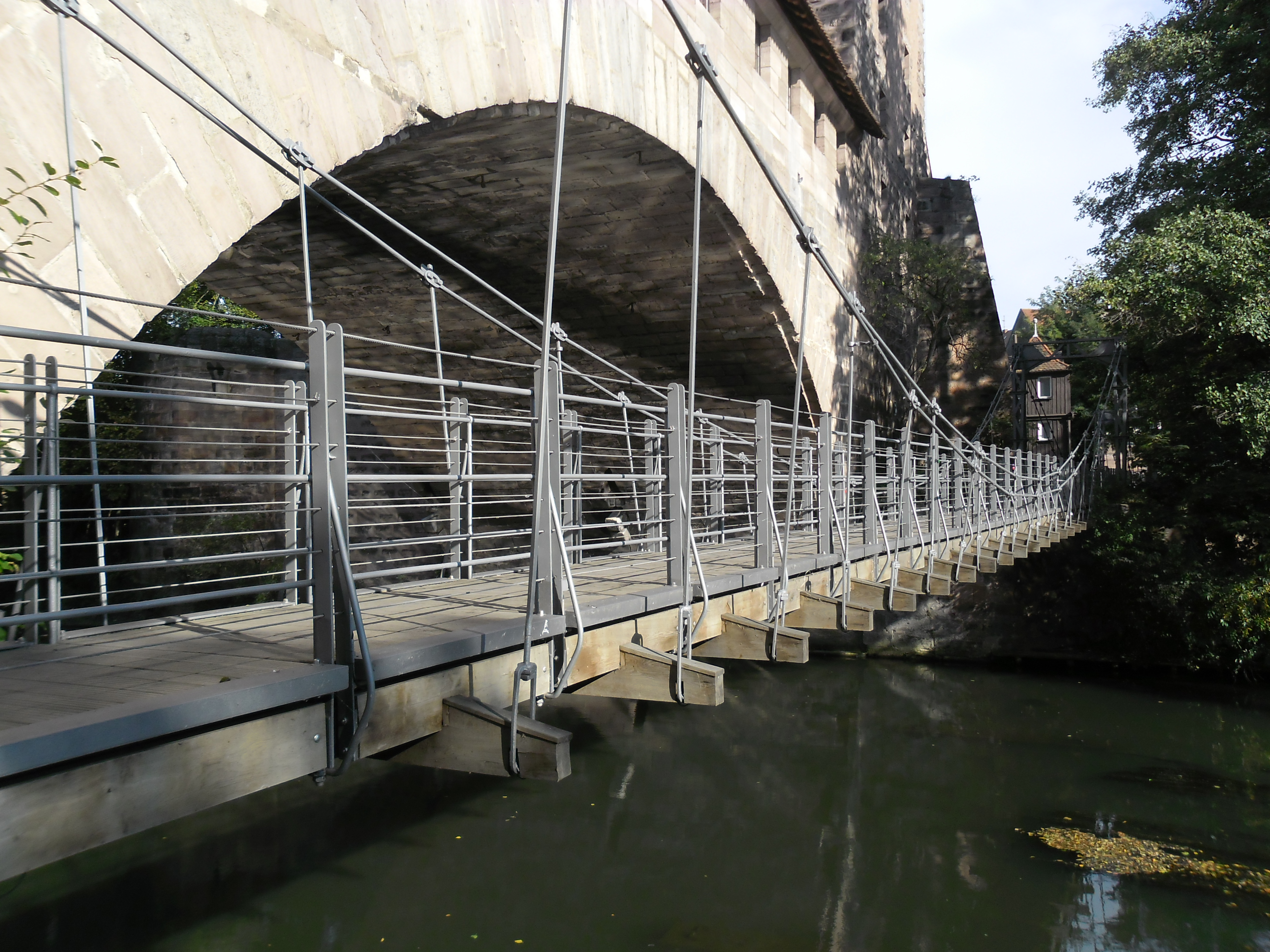
Kettensteg über der Pegnitz, vor der Fronveste (2012). Der verstärkende Stahlträger ist aus einem normalen Blickwinkel nicht zu sehen.

Das nur für wenige Jahre vorgesehene Provisorium aus dem Jahre 1930 bestand dann etliche Jahrzehnte. Anfang Mai 2009 musste die Brücke aus Sicherheitsgründen gesperrt werden, da die Standsicherheit des Abstützungsprovisoriums nicht mehr ausreichend war.
2010 wurde mit der Sanierung begonnen; umfangreiche Spenden von Bürgern und Firmen ermöglichten es, den Originalzustand als Hängebrücke weitestgehend wiederherzustellen. Die Konstruktion wurde zunächst vollständig abgetragen, die Widerlager wurden durch Kleinbohrpfähle verstärkt, die originalen Kettenglieder restauriert und zum Teil ersetzt. Die Brücke wurde als freitragende Hängebrücke wiedererrichtet. Die Konstruktion wurde durch einen flachen, unter die Gehbahn eingebauten Hohlkastenträger zusätzlich stabilisiert. Am 22. Dezember 2010 wurde die nahe dem Ursprungszustand wiederhergestellte Fußgängerbrücke wieder für den Verkehr freigegeben.